# 楚店镇
楚店镇，是中华人民共和国安徽省亳州市涡阳县下辖的一个乡镇级行政单位。

## 行政区划
楚店镇下辖以下地区：
楚店社区、楚南村、楚栗村、赵寨村、三里赵村、前水坡村、后水坡村、王庄村、李寨村、宋徐村、王桥村、周东村、汪楼村和李楼村。